# دولت خراجگزار
دولت خراجگزار (انگلیسی: Vassal state) به هر دولتی که نسبت به یک کشور یا امپراتوری برتر تعهد داشته باشد، گفته می‌شود، مانند وضعیتی مشابه با دست‌نشاندگی در سیستم ارباب‌رعیتی در قرون وسطی در اروپا. این تعهدات اغلب در ازای گرفتن برخی امتیازات، پشتیبانی نظامی را نیز شامل می‌شد.